# Insulin (thuốc)
Insulin là một loại hormone protein được sử dụng như một loại thuốc để điều trị đường huyết cao. Các bệnh này bao gồm trong đái tháo đường loại 1, đái tháo đường loại 2, đái tháo đường thai kỳ và các biến chứng của bệnh tiểu đường như nhiễm toan đái tháo đường và tình trạng tăng đường huyết. Nó cũng được sử dụng cùng với glucose để điều trị nồng độ kali trong máu cao. Thông thường nó được tiêm bằng cách tiêm dưới da, nhưng một số dạng cũng có thể được sử dụng bằng cách tiêm tĩnh mạch hoặc tiêm cơ bắp.
Tác dụng phụ thường gặp là hạ đường huyết. Các tác dụng phụ khác có thể bao gồm đau hoặc thay đổi ở da tại các vị trí tiêm, kali máu thấp và phản ứng dị ứng. Sử dụng khi mang thai tương đối an toàn cho bé. Insulin có thể được tạo ra từ tuyến tụy của lợn hoặc bò. Phiên bản người có thể được thực hiện bằng cách sửa đổi phiên bản lợn hoặc công nghệ tái tổ hợp. Nó có ba loại tác dụng ngắn ngắn (như insulin thường), tác dụng trung gian (như insulin NPH) và tác dụng dài hơn (như insulin glargine).
Insulin lần đầu tiên được sử dụng làm thuốc ở Canada do Charles Best và Frederick Bilt vào năm 1922. Nó nằm trong Danh sách các loại thuốc thiết yếu của Tổ chức Y tế Thế giới, loại thuốc hiệu quả và an toàn nhất cần có trong hệ thống y tế. Chi phí bán buôn ở các nước đang phát triển là khoảng US$ 2,39 đến $ 10,61 mỗi 1.000 iu (34,7   mg) insulin thường xuyên và $ 2,23 đến $ 10,35 trên 1.000 iu insulin NPH. Tại Vương quốc Anh, 1.000 iu insulin thông thường hoặc NPH có giá NHS 7,48 bảng, trong khi lượng insulin glargine này có giá 30,68 bảng.

## Sử dụng trong y tế

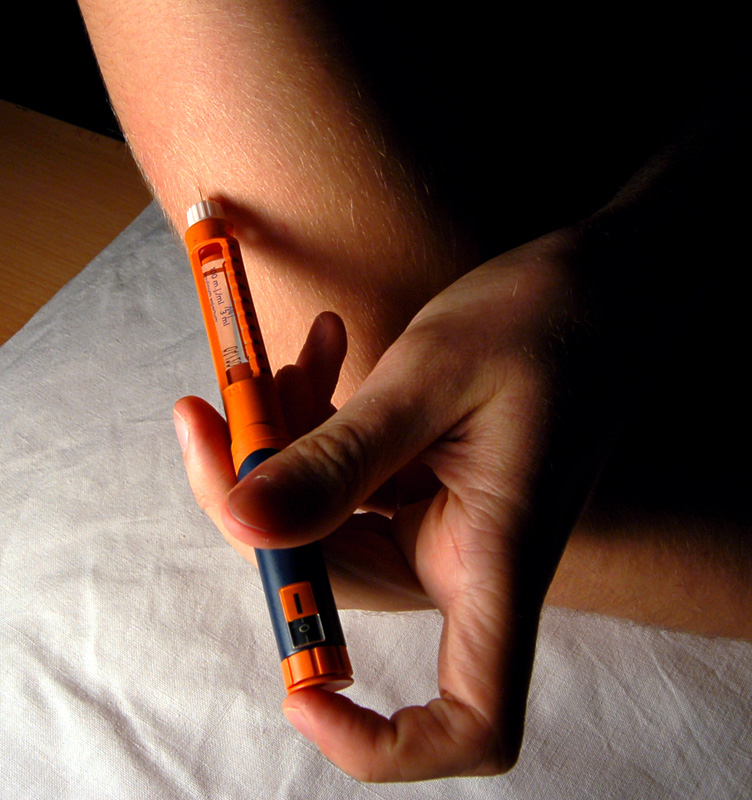
Tiêm insulin bằng bút insulin.

Insulin được sử dụng để điều trị một số bệnh bao gồm tiểu đường và các biến chứng cấp tính của nó như nhiễm toan đái tháo đường và tình trạng tăng đường huyết hyperosmole. Nó cũng được sử dụng cùng với glucose để điều trị nồng độ kali trong máu cao. Insulin trước đây được sử dụng trong điều trị tâm thần gọi là liệu pháp sốc insulin.